# The Calling
The Calling és un grup de pop-rock de Califòrnia (EUA). Va ser format per Alex Band (veu) i Aaron Kamin (guitarra) quan aquest sortia amb la germana d'en Band. Sean Woolstenhulme (guitarra), Billy Mohler (baix) i Nate Wood (bateria) es van afegir al grup i van gravar el primer disc. Llençat el juliol del 2001, Camino Palmero va ser un èxit, gràcies principalment a la cançó "Wherever You Will Go". Band i Kamin, ja com a duo, van publicar un altre disc el juny del 2004, Two. Un any més tard, el grup va anunciar la seva separació, en principi només temporal. Actualment, Alex Band està gravant el que serà el seu primer disc en solitari.

## Membres
- Alex Band (veu/guitarra)
- Aaron Kamin (guitarra)

## Discografia

### Discs
- Camino Palmero (2001)
- Two (2004)

### Senzills
De Camino Palmero:
- "Wherever You Will Go"
- "Adrienne"
- "Could It Be Any Harder"

De Two:
- "Our Lives"
- "Things Will Go My Way"
- "Anything"

Altres:
- "For You" Banda Sonora Original de Daredevil
- "Why Don't You And I" Alex Band i Carlos Santana